# Lac-du-Taureau
Lac-du-Taureau est un territoire non organisé situé dans la municipalité régionale de comté de la Matawinie, dans la région administrative de Lanaudière, au Québec.